# Nymfeparakit
Nymfekakadu (Nymphicus hollandicus), eller mere kendt som Nymfeparakit, er en papegøjeart. Arten er det eneste medlem i slægten Nymphicus og det eneste medlem i underfamilien Nymphicanae. Nymfekakadu bliver 33 cm lang og vejer 80-100 g. Den lever af frugt, nødder, korn og blomster. Arten er endemisk til Australien, hvor den lever i de fleste biotoper, men altid tæt ved vand. I begyndelsen af sommeren begynder fuglene at yngle. Hunnen lægger 4-8 æg. Rugetiden er 21 dage.

## Opdræt
Nymfekakadu er den nemmeste papegøje, man kan opdrætte og derfor er den meget eftersøgt af nybegyndende fugleopdrættere og fugleelskere. Den er ganske let at tæmme og træne, og kan nemt lære at fløjte melodier, men sjældent lære at efterligne ord. Der findes flere forskellige varieteter af Nymfekakadu, men de mest normale herhjemme i Skandinavien er; Naturfarvet (Grå), Lutino (Gul med røde øjne), Hvidhovedet (Grå, uden gule og røde farver), Hvidhovedet Lutino (Hvid med røde øjne) samt Isabel (kanelfarvet). Herunder er der forskellige mønstrede varieteter såsom Perlet og Broget. Man kan sagtens blande de forskellige varieteter, men alt efter om varieteten er kønsbunden, dominant eller recessiv vil afkommet være forskelligt - men varieteterne vil altid være rene. Man kan altså ikke få en blandet gul og grå Nymfekakadu unge ved at parre en Lutino med en Grå. En Nymfekakadu kan bære skjult på andre varieteter end den synlige varietet: hankøn kan bære på alle varieteterne skjult, hunkøn kan kun bære på recessive varieteter skjult. Varieteterne lutino, isabel og perlet er kønsbunde, hvilket betyder at hanner kan bære varieteten både synligt og skjult, men kun kan bæres synligt hos hunner. Når en varietet er kønsbunden vil den kun kunne gives videre til afkommet såfremt hannen som minimum har varieteten enten skjult eller synligt. Såfremt det kun er hannen der bærer på denne varietet, vil varieteten kun gives videre til hunafkom i synlig form, men vil gives videre skjult til hanafkom. Såfremt begge forældre bærer på varieteten vil afkom af begge køn få varieteten, men hvis kun hunnen bærer på varieteten vil hanafkommet få genet skjult. Varieteterne Hvidhovedet og Broget er recessive, hvilket betyder at begge køn kan bære varieteten både synligt og skjult. Når en varietet er recessiv kræver det at begge forældre enten har varieteten synligt eller skjult, før afkom får varieteten.